# Teatro Bandeirantes
O Teatro Bandeirantes foi um teatro brasileiro em São Paulo, inaugurado em 1974.
A inauguração, em 12 de agosto de 1974, contou com um grande espetáculo, estrelando Rita Lee (com a Tutti Frutti), Tim Maia (no início de sua fase Racional), Elis Regina (que tinha acabado de lançar seu disco Elis & Tom, com Tom Jobim), Chico Buarque e Maria Bethânia. Foi no Teatro Bandeirantes que Elis apresentou seu espetáculo mais famoso, "Falso Brilhante", de 1975 a 1977 (ela lançaria o disco homônimo em 1976). Foi lá também que seu corpo seria velado, em janeiro de 1982.
Atualmente, é um templo da Igreja Universal do Reino de Deus (IURD).